# Общ произход
Една група организми имат общ произход, ако имат общ прародител. В съвременната биология е общоприето схващането, че всички живи организми на Земята произхождат от общ прародител или обща древна генна банка. 
Теорията за универсалния общ прародител, основана на еволюционните принципи, е предложена от Чарлз Дарвин в книгата му „Произход на видовете“ (1859) и е доразвита от него по-късно в „Произход на човека и половия отбор“ (1871). Днес тази теория е общоприета от биолозите. Най-ранният общ прародител на всички живи организми се приема, че е възникнал преди около 3.5 милиарда години. Теорията за общ прародител на всички живи организми е един от принципите на еволюцията, но на ниво едноклетъчен организъм и вирус е оспорвана (вж. произход на живота)

## Доказателства за общия произход

### Общ биохимичен и генетичен код
Всички познати форми на живот са изградени въз основа на една и съща фундаментална биохимична организация: генетична информация, кодирана в ДНК, транскрибирана в РНК под действието на протеиновите и рибонуклеиновите ензими, след това преведена в протеини чрез изключително сходни рибозоми, с източници на енергия АТФ и НАД. Освен това генетичният код („преводната таблица“, по която ДНК-информацията се превежда в протеините) е почти идентична при всички познати форми на живот, от бактериите до човека, с незначителни местни разлики. Резултатите от анализа на тези малки различия също говорят за наличието на общ универсален произход.

### Сходства, неутрални спрямо естествения отбор
Сходства, които не са свързани с еволюцията и следователно не са плод на конвергенция, са трудно оспорими доказателства за теорията за универсалния общ произход. Става въпрос за две области: секвенциите на аминокиселините и ДНК-секвенциите. Протеини с една и съща пространствена структура не се нуждаят от идентични секвенции от аминокиселини. Всяка ирелевантна сходимост е доказателство за общ произход. В някои случаи, съществуват няколко кодона (ДНК триплети), които кодират една и съща аминокиселина. По този начин, ако два вида използват един и същ кодон на едно и също място за определяне на една аминокиселина, която може да се представи от повече от един кодон, това е доказателство за наличието на близък общ произход.

### Филогенетични дървета
Друго важно доказателство е възможността да се състави подробно филогенетично дърво (т.е. „родословно дърво“ на видовете), изобразяващо групите организми и техните общи прародители. Традиционно в началото тези дървета са били съставяни по морфологични методи (въз основа на сходства във външния вид, в ембрионалното развитие и т.н.). Тези дървета се съставят въз основа на молекулярни данни (сходства или разлики в генните и протеиновите секвенции). Всички методи дават независимо един от друг сходни резултати, въпреки че по-голямата част от генетичната изменчивост не оказва влияние на външните морфологични белези. Фактът, че филогенетичните дървета, съставени с използването на различен вид информация, са почти идентични, е мощно доказателство за наличието на общ произход. 